# Haas VF-17
Der Haas VF-17 ist der Formel-1-Rennwagen von Haas für die Formel-1-Weltmeisterschaft 2017. Er ist der zweite Formel-1-Wagen des Teams und wurde am 26. Februar 2017 der Öffentlichkeit präsentiert.
Die Bezeichnung des Wagens ist eine Anspielung auf die VF-1, die erste CNC-Maschine, die Haas Automation produzierte. Obwohl das V dabei für vertical steht, wurde der Name der Maschine firmenintern als Abkürzung für Very First One (deutsch: Allererste) verwendet.

## Technik und Entwicklung
Wie alle Formel-1-Fahrzeuge des Jahres 2017 ist der VF-17 ein hinterradangetriebener Monoposto mit einem Monocoque aus kohlenstofffaserverstärktem Kunststoff (CFK). Neben dem Monocoque bestehen viele weitere Teile des Fahrzeugs, darunter die Karosserieteile und das Lenkrad aus CFK. Auch die Bremsscheiben sind aus einem mit Kohlenstofffasern verstärkten Verbundwerkstoff.
Der VF-17 ist das Nachfolgemodell des Haas VF-16. Da sich das technische Reglement zur Saison 2017 stark änderte, ist das Fahrzeug zum größten Teil neu entwickelt. Um hierfür Ressourcen zur Verfügung zu haben, wurde die Weiterentwicklung des Vorgängermodells frühzeitig eingestellt.
Mit einer Gesamtbreite von 2000 mm und einer Breite zwischen Vorder- und Hinterachse von 1600 mm ist das Fahrzeug jeweils 200 mm breiter als das Vorgängermodell. Die Höhe ist mit 950 mm unverändert.
Neu sind wesentliche strömumgsrelevante Bauteile wie der Frontflügel, der statt 1650 mm nun 1800 mm breit ist,
der Heckflügel, dessen Breite sich von 750 mm auf 950 mm und dessen Höhe sich von 950 mm auf 800 mm ändert,
und der Diffusor, der nun 175 mm statt 125 mm hoch sowie mit 1050 mm 50 mm breiter ist.
Um die Luftführung zum Heckflügel zu verbessern, hat der Wagen eine auffällige Finne an der Motorabdeckung. Zusätzlich ist am Ende dieser Finne ein Flügel angebracht.
Angetrieben wird der VF-17 vom Ferrari 062, einem in Fahrzeugmitte montierten 1,6-Liter-V6-Motor von Ferrari mit einem Turbolader sowie einem 120 kW starken Elektromotor, es ist also ein Hybridelektrokraftfahrzeug. Das sequentielle Getriebe des Wagens von Ferrari hat acht Gänge. Der Gangwechsel wird über Schaltwippen am Lenkrad ausgelöst. Das Fahrzeug hat nur zwei Pedale, ein Gaspedal (rechts) und ein Bremspedal (links). Genau wie viele andere Funktionen wird die Kupplung, die nur beim Anfahren aus dem Stand verwendet wird, über einen Hebel am Lenkrad bedient.
Anders als das Vorgängermodell, ist der VF-17 mit 305 mm breiten Vorderreifen und mit 405 mm breiten Hinterreifen des Einheitslieferanten Pirelli ausgestattet, die auf 13-Zoll-Rädern montiert sind. Damit sind die Reifen an der Vorderachse 60 mm und an der Hinterachse 80 mm breiter als in der Vorsaison. Dies erforderte auch die Entwicklung von neuen Radaufhängungen beim VF-17.
Der VF-17 hat, wie alle Formel-1-Fahrzeuge seit 2011, ein Drag Reduction System (DRS), das durch Flachstellen eines Teils des Heckflügels den Luftwiderstand des Fahrzeugs auf den Geraden verringert, wenn es eingesetzt werden darf. Auch das DRS wird mit einem Schalter am Lenkrad des Wagens aktiviert.

## Lackierung und Sponsoring
Der VF-17 ist überwiegend in Grau, Schwarz und Rot lackiert. Um den VF-17 besser von anderen Fahrzeugen unterscheiden zu können, verzichtet das Team ab dem Großen Preis von Monaco auf einen Großteil der roten Farbakzente.
Haas Automation, das Unternehmen von Teambesitzer Gene Haas, wirbt auf den Seitenkästen und dem Heckflügel, Richard Mille an der Seite der Fahrzeugnase und der Windkanalbetreiber Windshear auf den Frontflügeln.

## Fahrer
Haas tritt in der Saison 2017 mit den Fahrern Romain Grosjean und Kevin Magnussen an. Grosjean bestreitet seine zweite Saison für das Team, Magnussen wechselte von Renault zu Haas und ersetzt hier Esteban Gutiérrez.

## Ergebnisse
| Fahrer                          | Nr.                             | 1   | 2  | 3   | 4   | 5  | 6  | 7  | 8  | 9   | 10 | 11  | 12 | 13 | 14  | 15 | 16 | 17 | 18 | 19  | 20 | Punkte | Rang |
| ------------------------------- | ------------------------------- | --- | -- | --- | --- | -- | -- | -- | -- | --- | -- | --- | -- | -- | --- | -- | -- | -- | -- | --- | -- | ------ | ---- |
| Formel-1-Weltmeisterschaft 2017 | Formel-1-Weltmeisterschaft 2017 |     |    |     |     |    |    |    |    |     |    |     |    |    |     |    |    |    |    |     |    | 47     | 8.   |
| A. Giovinazzi                   | 50                              |     |    |     |     |    |    |    |    |     | PO | PO  |    |    | PO  | PO |    |    | PO |     | PO | 47     | 8.   |
| R. Grosjean                     | 08                              | DNF | 11 | 8   | DNF | 10 | 8  | 10 | 13 | 6   | 13 | DNF | 7  | 15 | 9   | 13 | 9  | 14 | 15 | 15  | 11 | 47     | 8.   |
| K. Magnussen                    | 20                              | DNF | 8  | DNF | 13  | 14 | 10 | 12 | 7  | DNF | 12 | 11  | 15 | 11 | DNF | 12 | 8  | 16 | 8  | DNF | 13 | 47     | 8.   |

| Legende  | Legende            | Legende                                                          |
| Farbe    | Abkürzung          | Bedeutung                                                        |
| -------- | ------------------ | ---------------------------------------------------------------- |
| Gold     | –                  | Sieg                                                             |
| Silber   | –                  | 2. Platz                                                         |
| Bronze   | –                  | 3. Platz                                                         |
| Grün     | –                  | Platzierung in den Punkten                                       |
| Blau     | –                  | Klassifiziert außerhalb der Punkteränge                          |
| Violett  | DNF                | Rennen nicht beendet (did not finish)                            |
| Violett  | NC                 | nicht klassifiziert (not classified)                             |
| Rot      | DNQ                | nicht qualifiziert (did not qualify)                             |
| Rot      | DNPQ               | in Vorqualifikation gescheitert (did not pre-qualify)            |
| Schwarz  | DSQ                | disqualifiziert (disqualified)                                   |
| Weiß     | DNS                | nicht am Start (did not start)                                   |
| Weiß     | WD                 | zurückgezogen (withdrawn)                                        |
| Hellblau | PO                 | nur am Training teilgenommen (practiced only)                    |
| Hellblau | TD                 | Freitags-Testfahrer (test driver)                                |
| ohne     | DNP                | nicht am Training teilgenommen (did not practice)                |
| ohne     | INJ                | verletzt oder krank (injured)                                    |
| ohne     | EX                 | ausgeschlossen (excluded)                                        |
| ohne     | DNA                | nicht erschienen (did not arrive)                                |
| ohne     | C                  | Rennen abgesagt (cancelled)                                      |
| ohne     | keine WM-Teilnahme |                                                                  |
| sonstige | P/fett             | Pole-Position                                                    |
| sonstige | 1/2/3/4/5/6/7/8    | Punktplatzierung im Sprint-/Qualifikationsrennen                 |
| sonstige | SR/kursiv          | Schnellste Rennrunde                                             |
| sonstige | *                  | nicht im Ziel, aufgrund der zurückgelegten Distanz aber gewertet |
| sonstige | ()                 | Streichresultate                                                 |
| sonstige | unterstrichen      | Führender in der Gesamtwertung                                   |